# 潘子文
潘子文（Bruce Pun Chi Man，1981年—
10月28日—），獨立音樂人、音樂製作人。
早年於巴黎高等師範音樂學院就讀古典吉他演奏系，並於澳門理工學院音樂教育系研習，早年亦曾於香港CMA音樂學校澳門演藝學院修讀色士風和古典吉他等多種樂器演奏。曾奪得澳門青年音樂比賽管樂合奏組第一名，及澳門青年音樂比賽古典結他演奏第一名。

## 個人生涯

### 2007年
為澳門留法多媒體藝術家視像作品作配樂；3月與澳門留法的基督宗教水墨畫家洪慧合作，於其在法國的畫展舉行個人音樂會。

### 2009年
於法國巴黎參加「海托爾·維拉-羅伯斯誕辰一百週年演奏會」上作古典結他演奏；同年於法國巴黎獲得古典吉他演奏家文憑。

### 2011年
獲得澳門藝術節邀請，為藝術節演奏古典吉他。其亦正式開始於澳門演藝學院任教古典吉他。

### 2012年
為澳門藝術節的默片「Nosferatu」作現場配樂，以耶穌基督受難為靈感。同年創作之歌曲 《或者》(MV)及《兒歌》分別收錄於唱片 “iBAND2” 及「'6/7'提示」中。

### 2013年
為澳門藝術節之節目《墓所事事》(Picnic in the Cemetery | Macao 2016)演出。參加舞台劇《烏龍鎮》的音樂創作，及《澳門世界音樂節World Music Day》的演出。年底獲遫請於澳門牛房藝術中心公演之舞台劇《枯牆》作音樂總監。同年十一月發表其樂團首張專輯《Now! Peace》(MV)。

### 2014年
新曲《My Fado》收錄於澳門聲音大碟；獲邀參演2014夏至音樂會的開幕表演；7月與韓國人氣組合 2PM 成員 HWANG CHANSUNG黃燦盛合作參演中國電視節目《如果爱_(电视节目)》；8月，其歌曲《My Fado》獲得澳門廣播電視股份有限公司舉辦的至愛新聽力最愛歌曲獎，其後參與唱片《啟程》 （页面存档备份，存于）的巡迴演出，8月下旬為舞台劇《藥》作音樂總監。11月其樂隊crossover太極樂隊，於澳門文化中心演出；11月22日推出大碟《EXPERIENCE OF EXPERIENCE》同日於HUSH搖滾馬拉松 （页面存档备份，存于）10周年公演及發報。參與澳門文化中舉辦之『極拍24小時』冠軍作品《凌晨》之電影配樂。
參與2014及2015年度澳門電影周入選電影作品《香戲》及《媽媽的舊情人》電影配樂 （页面存档备份，存于）。

### 2015年
獲邀創作由香港紅星黃夏蕙小姐主演的電影《五顏六色愛戀過》電影配樂，並由 Bruce Pun 帶領之樂隊EXPERIENCE主唱電影主題曲『妳真的很美』。
3月，攜其樂隊EXPERIENCE於3月於台灣發行大碟《EXPERIENCE OF EXPERIENCE》，亦分別在ITunes及KKBox公開發售；
4月，於澳門設計中心開幕擔任表演嘉賓。
其樂隊EXPERIENCE新曲《流感》收錄於『澳門聲音3』合輯當中，於8月公開發售。
EXPERIENCE接受葡語雜誌《REVISTA MACAU》訪問，刊登於9月號。
11月，為澳門弱智人士家長協進會創作樂曲《至愛》。

### 2016年
1月，為曉角「Long Run」劇場系列《收信快樂》作曲及音樂總監；
4月，於澳門設計中心舉行其樂團EXPERIENCE的演唱會《Experience Private Party》；
5月，攜其樂隊EXPERIENCE獲邀參與「HUSH！！沙灘音樂會」，擔任表演嘉賓；
7月，為澳門浸信中學戲劇社創作-舞台劇《公主大比拼》擔任作曲；
8月，推出其樂隊EXPERIENCE的第二張大碟《馬·前課》並同時於台灣各大唱片行、ITunes及kkBOX發行；
11月，參與「情迷馬林巴」表演。

### 2017年
2月，為文化中心「開箱作業」形體喜劇《白痴一族》作音樂總監，與英國及日本演員擕手合作，音樂類型大玩中英日現場Live fusion；
11月，為「全澳青年樂隊爭霸戰2017」擔任評判及表演嘉賓；
12月，憑執導之MV《俠客魂》在「澳門國際短片節2017」影展公映。
2018年
7月，隨「滾動傀儡另類劇場」赴香港參與作品《藥》，擔任音樂總監及現場音樂表演；同月，憑其樂隊EXPERIENCE歌曲《Channel》在「澳廣視·至愛新聽力2018」獲得「至愛歌曲奬」
10月，憑其樂隊EXPERIENCE歌曲《Channel》在第三屆「澳！MV頒獎盛典」獲得「最佳樂隊MV奬」。 
11月，為「全澳青年樂隊爭霸戰2018」擔任評判及表演嘉賓；
2019年
3月，參與澳門文化節劇目-「滾動傀儡另類劇場」作品《藥》，擔任音樂總監及現場音樂表演；
4月，攜其樂隊EXPERIENCE代表澳門，赴河北保定參與「第六屆大激店世界音樂節」現場音樂表演；
7月，憑歌曲《Times》獲得「澳廣視·至愛新聽力」獲得「至愛歌曲MV奬」；
8月，攜其樂隊EXPERIENCE參與「2019澳門國際默劇節」作現場表演；
10月，攜其樂隊EXPERIENCE參與《琴澳共此時·音樂嘉年華》作現場表演；
11月，憑執導之MV《Times》在第三屆「澳！MV頒獎盛典」獲得「最佳視覺效果獎」；
12月，獲「歐中藝術家協會」頒「藝術顧問」；同月，為「全澳青年樂隊爭霸戰2019」擔任評判及表演嘉賓，同時其教導之學生均獲得「最佳樂隊（冠軍）」及「最佳Bass手」
2020年
4月，與廣東音樂人及導演合作共譜《勝疫後相逢》，新冠疫情期間此MV在港澳台大灣區電視台播放；
7月，其作品《勝疫後相逢》在「北京公卿杯」抗疫情主題原創歌曲（排行榜55期）中，獲得「最佳創意」、「港澳華人最佳作詞」、「最佳作曲」、「最佳作曲」及「最佳人氣五項金獎（一等獎）的榮譽；
9月，攜其樂隊EXPERIENCE參與「SIM！full band上陣2020」作現場表演；同月開始在「北京師範大學-香港浸會大學聯合國際學院」擔任講師，教授古典吉他及音樂工程；
10月，為電影《龍瓶攻略》擔任電影配樂，並作客串演員；
12月，獲邀在「歐中藝術家協會論壇2020」發表演講，暢談音樂品牌在澳門的發展。
2021年
1月，參與「在地on site2021」藝術節，為作品《快閃即興》作現場即興表演；
11月，攜其樂隊EXPERIENCE獲邀參與「hush！2021音樂會」，擔任表演嘉賓；
12月，憑執導之MV《Universes》在「澳門國際短片節2021」獲得「最佳視覺效果獎」；同月為「全澳青年樂隊爭霸戰2021」擔任評判及表演嘉賓。
2022年
2月，攜其樂隊EXPERIENCE參與澳門文化局主辦「一意一心馬拉松音樂會」；
3月，為澳門文化中心委約節目- MW Dance Theatre作品《當打之年》（黃翠絲、毛維聯合編舞及導演）作音樂設計及現場演奏；
12月，憑執導之MV《NPC》在「澳門國際短片節2022」獲得「最佳視覺效果奬」；同月為「全澳青年樂隊爭霸戰2022」擔任評判及表演嘉賓。
2023年
9月，參與ECCircus-當代馬戲x視覺裝置表演《花液戀人》，擔任音樂設計及現場吉他手；
11月，參與小城實驗劇團《走開，不跟你玩了》擔任現場音樂表演；同月，帶領「經驗樂團」參與霜冰雪劇團作品《霓裳秀我澳Exp》，擔任現場樂隊表演。
12月，帶領「經驗樂團」憑作品《NPC》，獲第5屆《澳！MV盛典》頒發「自導樂隊MV獎」。
2024年
1月，參與第22屆澳門城市藝穗節節目《再見 再見》，擔任現場音樂表演；
2月，參與曉角話劇研進社作品《裁決》，擔任現場表演表演；
3月，參與ECCircus作品《仲夏夜之夢》，擔任音樂設計及現場音樂表演；
6-12月，擔任2023年國家藝術基金資助項目《澳門意象》大型大提琴作品音樂會的古典吉他表演者，並進行全國巡演，到訪城市包括深圳、廣州、北京、上海、鄭州及澳門；
9月，參與兄弟班藝術會《史提芬周》，擔任音樂設計及現場伴奏；
11月，參與澳門國際默劇節2024節目，包括為《奧丁的眼睛》作現場配樂及WOW戶外表演祭節目《心樂指彈》。

## 經驗樂團 EXPERIENCE
Experience 於 2001 年由身兼作曲家及古典結他演奏家的潘子文 Bruce Pun (Vocal / Lead Guitar) 成立。樂團其他成員包括黃子康 John Wong (Vocal / Guitar)、劉安傑 (Bass Guitar)、譚俊豪 Voz (Drum) 。 
2009年、2010年 ，2011年Experience在 MACAU HUSH馬拉松搖滾音樂際參與演出。2011年, Bruce Pun獲得澳門藝術節邀請,為藝術節演奏古典吉他。
現在於澳門演藝學院任教古典吉他。
2012年為澳門藝術節的默片'Nosferatu'作現場配樂,同年歌曲「或者」,「兒歌」分別收錄於iBAND2大碟和「'6/7'提示」。Bruce Pun 更參與「'6/7'提示」大部份編曲。
2013 樂團推出首張EP - 《Now!Peace》 而同名歌曲 《Now peace》 亦收錄在IBand3合輯中。
2014 新曲《close the door》收錄於《啟程》大碟中，同年六月 收錄於澳門聲音合輯中的歌曲《My Fado》獲得澳廣視至愛新聽力的至愛歌曲大奬，十一月份推出首張大碟《Experience of The Experience》。
2015 EXPERIENCE 主唱電影《五顏六色愛戀過》主題曲『妳真的很美』。「經驗樂團EXPERIENCE」於3月於台灣發行大碟《EXPERIENCE OF EXPERIENCE》，亦分別在itunes及kkbox公開發售。樂團新曲《流感》收錄於『澳門聲音3』合輯當中，於8月公開發售。
2016 年頭為舞台劇《收信快樂》作曲及音樂總監，4月於澳門設計中心舉行其樂團EXPERIENCE的演唱會《Experience Private Party》。5月獲邀參演《HUSH搖滾馬拉松》，8月推出第二張大碟《馬。前課》並同時於台灣各大唱片行，ITunes及KKBOX發行。
2017年2月為文化中心開箱作業的形體喜劇《白痴一族》作音樂總監，和英國及日本演員擕手合作，音樂類型大玩中英日現場live fusion。
2018年憑歌曲《channel》獲得《澳廣視至愛新聽力》至愛歌曲奬。
2019年憑歌曲《times》獲得《澳廣視至愛新聽力》至愛歌曲mv奬。同年以音樂總監身份參加澳門國際默劇節《小丑大世界》的音樂創作及現場表演。

### 專輯

#### 《NOW! PEACE》
| 歌曲名稱                       |
| ------------------------------ |
| 01 《NOW PEACE》               |
| 02 《三魂不見 (大馬路上)》     |
| 03 《COPY YOUR MOTHER'S BEAT》 |
| 04 《只想高歌》                |
| 05 《2047 CHASSEURS》          |

#### 《EXPERIENCE OF EXPERIENCE》
| 歌曲名稱                 |
| ------------------------ |
| 01 《MY FADO (MA FADO)》 |
| 02 《COPY BEATS》        |
| 03 《LA EXPERIENCIA》    |
| 04 《有妳在》            |
| 05 《人民英雄》          |
| 06 《誰人》              |
| 07 《CLOSE THE DOOR》    |
| 08 《兒歌》              |
| 09 《神油》              |

#### 《馬。前課》
| 歌曲名稱                                                   |
| ---------------------------------------------------------- |
| 01 《俠客行》                                              |
| 02 《復活》                                                |
| 03 《My Gypsy》                                            |
| 04 《Heart Eye》                                           |
| 05 《未來》                                                |
| 06 《This is Love》                                        |
| 07 《你真的很美 (黃夏惠主演電影《五顏六色愛戀過》主題曲)》 |
| 08 《謎》                                                  |
| 09 《3日3夜 (3 jours Obscurite)》                          |
| 10 《至愛 (為弱智人仕協會創作)》                           |